# Thomas Hood
Thomas Hood (ur. 23 maja 1799, zm. 3 maja 1845) – angielski poeta liryczny i humorysta.
Był autorem licznych wierszy lirycznych, aforyzmów, satyr, żartobliwych opowiadań oraz poematów o tematyce socjalnej (np. Song of the Shirt – Pieśń o koszuli 1843).

With fingers weary and worn,
With eyelids heavy and red,
A woman sat, in unwomanly rags,
Plying her needle and thread —
Stitch! stitch! stitch!
In poverty, hunger, and dirt,
And still with a voice of dolorous pitch
She sang the "Song of the Shirt."

Do najbardziej znanych utworów poety zalicza się The Bridge of Sighs (Most westchnień), przełożony na język polski przez Jana Kasprowicza. Wiersz ten, wyróżniający się swoją niecodzienną formą wersyfikacyjną, opowiada o kobiecie, która popełniła samobójstwo, skacząc do Tamizy z londyńskiego mostu Waterloo Bridge.
Polskie przekłady wierszy Thomasa Hooda zostały zamieszczone w antologii Poeci języka angielskiego (tom II, 1977).